# ایفن
ایفن (به آلمانی: Iven) یک شهر در آلمان است که در فرپومرن-گرایفسوالد واقع شده‌است. ایفن ۲۱۹ نفر جمعیت دارد.